# Randy Harrison
Randolph Clarke "Randy" Harrison, född 2 november 1977 i Nashua i New Hampshire, är en amerikansk skådespelare. Han är mest känd för rollen som Justin Taylor i serien Queer as Folk.
Randy Harrison föddes i Nashua i södra New Hampshire. Han flyttade sedan som elvaåring till staden Alpharetta i Georgia tillsammans med sin familj. Han har en äldre bror som arbetar som bankdirektör.
Harrison är gay sedan många år tillbaka. Han var åren 2002 till 2008 i ett förhållande med kolumnisten Simon Dumenco, som han träffade under en intervju för tidningen New York. Från december 2009 bodde han i Williamsburg i New York, tillsammans med sina två katter Ella och Aggie.

## Filmografi (i urval)

### TV-serier
- 2000–2005 – Queer as Folk (TV-serie)
- 2015 – Mr. Robot (TV-serie)

### Filmer
- 2002 – Bang Bang You're Dead (TV-film)
- 2012 – Gayby